# Erlabrück (Marktrodach)
Erlabrück (früher Wallenfels Bahnhof genannt) ist ein Gemeindeteil des Marktes Marktrodach im Landkreis Kronach (Oberfranken, Bayern).

## Geographie
Die Einöde liegt am rechten Ufer der Rodach in unmittelbarer Nachbarschaft zu Erlabrück (Steinwiesen) an der Bundesstraße 173, die nach Hammer bei Wallenfels (1,8 km östlich) bzw. an Zeyern vorbei nach Oberrodach (4,1 km südwestlich) führt. Die Staatsstraße 2207 führt am Eisenhammer vorbei nach Steinwiesen (2,8 km nordöstlich).

## Geschichte
Auf dem Gemeindegebiet von Zeyern wurde um 1900 der Bahnhof Wallenfels der Rodachtalbahn gebaut. Am 1. Mai 1978 wurde die Gemeinde Marktrodach gebildet, in die die ehemalige Gemeinde Zeyern eingegliedert wurde. Mit der Einstellung des Bahnbetriebs im Jahre 1994 wurde das Anwesen anderweitig genutzt und Erlabrück genannt.

### Ehemaliges Baudenkmal
- Bahnhofsgebäude: 1994 abgebrochen

### Einwohnerentwicklung
| Jahr      | 001900 | 001925 | 001950 | 001961 | 001970 | 001987 |
| Einwohner | 6      | 10     | 4      | 5      | 0      | 0      |
| Häuser    | 2      | 1      | 1      | 1      |        | 1      |
| Quelle    | [ 6 ]  | [ 7 ]  | [ 8 ]  | [ 9 ]  | [ 10 ] | [ 1 ]  |

## Religion
Die Katholiken sind nach St. Leonhard in Zeyern gepfarrt.